# Day Birger et Mikkelsen
Day Birger et Mikkelsen A/S er et internationalt, danskejet tøjfirma, der har hovedkontor på Kongens Nytorv i København og afdelinger i Odense og London. Det blev grundlagt i 1997 af Keld Mikkelsen og Malene Birger. Sidstnævnte forlod firmaet i 2002.
Firmaets kollektioner består i dag af linjerne Day Main Line, 2nd Day og Day Home. Designet blander etnisk inspiration med skandinavisk design. Day Birger et Mikkelsen har butikker i København, Odense og Århus og i en række stormagasiner i Danmark og udlandet. Ifølge virksomheden sælges dens varer i 25 lande gennem mere end tusind salgssteder.
I 2006 solgte den daværende eneejer af firmaet, Keld Mikkelsen, halvdelen af aktierne til islandske Baugur Group og det islandske investeringsselskab B2B. Ambitionerne var, at firmaet senest i 2010 skulle omsætte for en milliard kroner og i øvrigt have etableret sig massivt i Storbritannien. Senere overtog Baugur Group B2B's aktier. I 2009 gik Baugur Group konkurs, og året efter tilbagekøbte Keld Mikkelsen aktierne.